# 境界型糖尿病
境界型糖尿病（きょうかいがたとうにょうびょう）とは、耐糖能検査である75g経口ブドウ糖負荷試験 (75gOGTT) および、空腹時血糖値にて正常型にも糖尿病型にも属さない人々につく診断である。具体的には 75gOGTT2 時間値が 140-199mg/dlとなる耐糖能異常であるIGT (Impaired Glucose Tolerance) と、空腹時血糖値が 110-125mg/dlとなる空腹時血糖異常となるIFG (Impaired fasting glycaemia)、および両者の合併であるIFG/IGTの3つのパターンからなる。
糖尿病の診断でよく用いられるHbA1cは5.8%以下で正常、6.5%以上で糖尿病と言われているが、OGTTに基づく診断では正常型、境界型、糖尿病型の各型とも広範囲に分布するためオーバーラップすることが多く、境界型糖尿病の診断や糖尿病の否定などには用いることができないといわれている。
境界型糖尿病は今後、糖尿病に進行したり、糖尿病の合併症のリスクがあったりと治療が必要な疾患であること、また食事療法、運動療法はもちろんのこと経口血糖降下薬によって治療が可能であることが明らかとなり近年重要視されている。またメタボリックシンドローム（内臓脂肪症候群）との関連も注目されている。

## 境界型糖尿病の特徴
糖尿病と同様、基本的な病態はインスリン作用不足による慢性の高血糖状態を主徴とする代謝疾患群である。この状態を診断するには空腹時血糖値と 75gOGTT2時間値である。境界型の問題点のひとつが糖尿病へ進展することがあるということである。こういったものはインスリン分泌能試験であるII(insulinogenic index) や 75gOGTT2時間値が参考となる。II<0.4かつ 75gOGTT2時間値<170となる境界型糖尿病は糖尿病へ進展しやすいといわれている。
糖尿病ではインスリン初期分泌能が低下することが知られておりIIは良い指標となる。
また境界型糖尿病は糖尿病合併症を起こすリスクとなるといわれている。これは具体的には血管障害のことを示す。糖尿病の血管障害には腎症、網膜症、神経症といった小血管障害と心筋梗塞や脳血管障害といった大血管障害が知られている。小血管障害は境界型糖尿病の段階では出現せず、糖尿病に進展してからおこるといわれているが、大血管障害は境界型糖尿病のうちから出現することが知られている。日本における大規模試験である舟形スタディではIGTはすでに大血管障害のリスクファクターとなるがIFGはリスクファクターとならないという結果を示している。
境界型糖尿病の治療可能性に関して重要な研究が3つある。すべてIGTの患者を用いた大規模比較試験でフィンランドのDPS、アメリカのDPP、多国籍研究であるSTOP-NIDDMであり、治療効果は糖尿病への進展防止である。DPSは生活習慣介入によって糖尿病発症を52%リスク減少できることを示し、DPPは生活習慣介入で糖尿病発症を58%リスク減少できることを示し、さらにビグアナイド薬であるメトホルミン投与によって糖尿病発症を31%リスク減少できることを示した。STOP-NIDDMではαグルコシダーゼ阻害剤であるアカルボースにて糖尿病発症を25%リスク減少できることを示した。重要なことは、最も効果的なことは生活習慣改善であるが、経口血糖低下薬もこの時期から効果があり、内服によって効果が見込めることがわかった点である。境界型糖尿病の時期は膵臓のβ細胞を休めることが重要であり、疲弊させるSU薬は効果的でないとされている（同様の理由で高糖質食もよくない）。β細胞を刺激しない経口血糖低下薬は生活習慣改善が見込めないときでも多少は効果があり、かつては生活習慣指導以外何も医療介入できなかった境界型糖尿病のマネジメントが大きく変わった。ビグアナイド系であるメトホルミンはかつては乳酸アシドーシスの危険性が示唆されていたが、近年はほとんど問題ないという評価になっている。